# Dialect
În lingvistică, termenul dialect (< fr  dialecte, la  dialectus < el  διάλεκτος dialektos „grai”) se întâlnește cu mai multe sensuri. În sensul cel mai larg denumește o varietate a unei limbi folosită de o comunitate lingvistică limitată teritorial (regional), social sau profesional (ocupațional). În acest sens se vorbește despre dialecte teritoriale (regionale), dialecte sociale și dialecte profesionale (ocupaționale). Acest înțeles dat termenului este propriu mai ales lingvisticii americane. În alte lingvistici, cum sunt cea românească, cea franceză, cea germană sau cea maghiară, în mod curent, prin dialect se înțelege o varietate regională a limbii. Pentru celelalte tipuri de varietăți, autorii care limitează termenul la sensul regional folosesc termenul „sociolect”, relativ recent introdus de sociolingvistică.
Se mai întâlnește și sintagma „dialect istoric” sau „dialect temporal”, folosită pentru o limbă într-o anumită perioadă a istoriei sale, ex. „engleza elisabetană”, engleza britanică a secolului al XVII-lea” etc..
În acest articol dialectul se tratează ca varietate regională.

## Caracteristicile dialectului
Un dialect se caracterizează prin trăsături fonetice, lexicale, frazeologice, morfologice și sintactice care îl deosebesc de celelalte dialecte și de varietatea standard a limbii, dacă limba respectivă are o asemenea varietate, dar aceste tipuri de trăsături nu se deosebesc în aceeași măsură. Diferențele cele mai mari sunt în domeniile fonetic, lexical și frazeologic, iar cele mai mici în domeniul sintaxei.
Din punct de vedere spațial există dialecte care formează un lanț, fac parte dintr-un continuum dialectal geografic, precum cel lombard al limbii italiene, cel gascon al limbii occitane, cel valon al limbii franceze, cel aragonez al limbii spaniole etc. Unele din trăsăturile lor le leagă, iar altele le separă de dialectele învecinate. Din acest punct de vedere, o altă categorie de dialecte este a celor vorbite pe teritorii discontinue. Asfel sunt idiomurile dacoromân, aromân, meglenoromân și istroromân, considerate dialecte ale limbii române de majoritatea lingviștilor, idiomul corsican în raport cu limba italiană, cel al ceangăilor din Moldova în raport cu limba maghiară. Astfel sunt și dialectele unui idiom din Africa numit în engleză fula sau fulani, iar în franceză peul, răspândit în 17 state din Africa de Vest, pe fâșia de savană de la sud de Sahara, din Mauritania și Senegal până în Ciad, compus din zece până la 15 arii dialectale principale, între care se interpun arii în care se vorbesc sute de alte idiomuri.
Între dialectele învecinate nu există granițe nete. Ligviștii care se ocupă de geografie lingvistică trasează pe hărți linii ce delimitează aria de răspândire a unor trăsături lingvistice înregistrate în cursul anchetelor dialectale. Aceste linii se numesc cu un termen general izoglose care, în funcție de aspectul limbii, sunt izofone, izolexe, izomorfe sau izoseme. Unele izoglose coincid, altele nu, diferind prin punctele la care ajung, dar toate împreună formează fascicule ce reprezintă zone de trecere de la un dialect la altul.
În principiu, dialectele uneia și aceleiași limbi se caracterizează cel puțin parțial prin inteligibilitate mutuală, dar gradul inteligibilității între două dialecte scade, în cazul celor care formează un continuum geografic, pe măsură ce crește numărul de dialecte care se găsesc între ele.
În general, dialectul este considerat a face parte dintr-o serie ierarhică, având ca supraordonată limba, iar ca subordonate entități din ce în ce mai mici. În această privință, viziunile lingvisticilor diferitelor limbi și ale diferiților lingviști pot fi diferite. De exemplu, în ideea că limba română are patru dialecte, unul dintre ele fiind cel dacoromân, se consideră în mod tradițional că acesta are cinci subdialecte: muntean, moldovean, bănățean, crișean și maramureșean. La rândul lui, un subdialect poate subordona varietăți numite graiuri, vorbite pe teritorii și mai restrânse decât cel al unui subdialect. De pildă subdialectul crișean cuprinde graiurile bihorean, al moților, someșean și oșean. Un grai poate fi limitat chiar și la o vale (ex. valea Crișului Negru) sau la o comună (ex. graiul din comuna Scărișoara).
Dubois 2002, referitor la limba franceză, amintește de dialecte și de entități numite parlers, care corespund graiurilor în accepțiunea de mai sus.
În lingvistica maghiară, Király 2007 distinge ca unitate imediat subordonată limbii regiunea dialectală, care cuprinde mai multe grupuri de dialecte, iar acestea se împart în dialecte locale corespunzătoare graiurilor din dialectologia română. În opinia lui, numai acestea sunt cu adevărat dialecte, fiind sisteme din punct de vedere structural, iar entitățile superioare acestora ar fi doar niște abstracțiuni științifice, neconstituind sisteme.

## Dialect și limbă
În perspectivă istorică, raportul dintre dialect și limbă este legat de diversificarea limbilor. În general se consideră că la originea unei familii de limbi este o protolimbă. În decursul timpului, aceasta se divizează în dialecte, în primul rând din cauza distanțelor geografice, acestea se diferențiază din ce în mai mult, din ele rezultă limbi diferite, iar acest ciclu se repetă de mai multe ori.
Relația dintre noțiunea de dialect și cea de limbă este una complexă. S-a constatat că un continuum dialectal cuprinde nu numai dialecte ale unei entități considerate a fi o limbă, ci și dialecte ale altor entități considerate de asemenea limbi. Într-un asemenea continuum, pe de o parte, dialecte ale unei entități considerate limbă pot să nu fie mutual inteligibile. Astfel sunt șase diviziuni ale limbii chineze, considerate de unii lingviști tot atâtea limbi înrudite, dar diferite, între care numai scrierea asigură înțelegerea. Pe de altă parte, entități considerate limbi aparte pot fi mutual inteligibile, de exemplu limbile turcice turkmenă, uzbecă, kazahă, kirghiză și uigură. Sociolingvistica distinge două categorii principale de limbi. O limbă Abstand („prin distanță”) este una ale cărei dialecte nu pot fi nicidecum considerate ale altei limbi. Astfel este, de exemplu, coreeana, fără inteligibilitate mutuală cu nicio altă limbă, cu inteligibilitate foarte bună între dialectele ei, cu o varietate standard și o scriere unitare, deși este limba a două țări foarte diferite din unele puncte de vedere extralingvistice. În schimb limbile turcice mai sus amintite sunt limbi Ausbau („prin elaborare”). Statutul lor de limbi este determinat de faptul că fiecare a fost standardizată separat, din motive istorice și politice. Prin urmare, numai o limbă Abstand poate fi considerată limbă atât din punct de vedere strict lingvistic, cât și din punct de vedere sociolingvistic. O limbă Ausbau este limbă numai din punct de vedere sociolingvistic, fiind de fapt un dialect sau un grup de dialecte ale unei limbi Abstand. Statutul său de limbă este stabilit pe criterii extralingvistice, în principal pentru a contribui ca limbă națională la formarea unei națiuni aparte și pentru a fi limba oficială a unui stat aparte.
Dificultatea de a distinge dialectele de limbi este dovedită și de divergențele între lingviști referitoare la aceasta. De pildă, în timp ce pentru majoritatea lingviștilor români dacoromâna, aromâna, meglenoromâna și istroromâna sunt dialecte ale limbii române, George Giuglea, Alexandru Graur și Ion Coteanu le considerau limbi aparte, din cauza evoluției lor separate și diferite, cu istoria lor specifică. Prin urmare vedeau dialecte în varietățile amintite mai sus ca subdialecte.
Dubois 2002, referitor la limba franceză, citează printre dialectele de pe teritoriul european al Franței pe cel din Burgundia, cel din Champagne, cel din Franche-Comté, dialectul gallo, cel din Lorena, cel picard, cel din Poitou, cel din Saintonge și cel valon, în timp ce Cerquiglini 1999 le numește limbi. Acestea, împreună cu altele, au și primit statut oficial de limbi regionale.

## Dialect și varietate standard
Între dialecte și varietatea standard a limbii există un raport strâns, precum și asemănări și diferențe.
Asemănările constau în aceea că ambele sunt sisteme complete, coerente, descriptibile cu aceleași metode, și au în esență aceleași posibilități în ceea ce privește forța expresivă, regularitatea, logica, capacitățile de nuanțare, complexitatea etc., asigurând comunicarea eficace în raza lor de acțiune.
Deosebirile constau în următoarele:
- Cronologic, dialectele preced varietatea standard, unul dintre (sub)dialecte sau mai multe fiind sursa acesteia, în cazul multor limbi. Astfel, pentru română, baza varietății standard este (sub)dialectul muntean; pentru italiană, dialectul florentin; pentru spaniolă, cel castilian[4], pentru maghiară, cel de nord-est[7]; pentru rusă, cel din regiunea Moscovei; pentru franceză, cel din regiunea Parisului, pentru engleză, cel din Londra, pentru cehă, cel din Praga, pentru japoneză, cel din Tokio[1] etc. Varietatea standard reține cele mai multe particularități ale (sub)dialectului de bază, la care adaugă unele particularități ale altor (sub)dialecte[4].
- Dialectele sunt creații spontane și cu evoluție spontană, pe când varietatea standard se formează într-un proces istoric mai mult sau mai puțin îndelungat, sub influența unor factori extralingvistici: culturali, economici, sociali, politici etc.[4], prin activitatea unor cărturari și lingviști[22].
- Dialectul este mai limitat ca răspândire teritorială decât varietatea standard, care este răspândită pe tot teritoriul pe care trăiește națiunea care folosește limba.
- Tot o limitare a dialectului ține de domeniul său de folosire, familia, cercul de prieteni, eventual locul de muncă, dar și varietatea standard este limitată la limba vorbită și scrisă în sistemul de învățământ, în domeniile administrativ și științific.
- Categoriile sociale care folosesc dialectele sunt în primul rând cele modeste, mai ales care trăiesc în mediul rural, iar cei care folosesc varietatea standard fac parte în primul rând din clasa de mijloc și categorii superioare acesteia.
- Dialectul este mai puțin înțeles în afara lui decât varietatea standard, care este înțeles de marea majoritate a utilizatorilor limbii.
- Dialectul are și o funcție de manifestare și păstrare a identității locale, este un factor de coeziune a colectivității locale, față de varietatea standard, care este un factor de coeziune a națiunii.

Toate varietățile unei limbi constituie un continuum, astfel dialectele și varianta standard se influențează reciproc, impactul varietății standard asupra dialectelor fiind mult mai însemnat decât invers. Astfel, dialectele care constituie un continuum geografic și aparțin unei limbi care are varietate standard sunt convergente, prezintă o tendință de unificare, apropiindu-se toate de varietatea standard, cum sunt subdialectele românești, spre deosebire de cele vorbite pe teritorii discontinue, ca de exemplu dialectul ceangăilor, care sunt divergente, mai ales dacă nu le corespunde o varietate standard.
În limbile cu varietate standard, dialectele pierd cu atât mai mult teren în favoarea acesteia, cu cât nivelul de dezvoltare a țărilor respective este mai înalt. Unul din factorii importanți care contribuie la aceasta este școlarizarea. Cu cât aceasta cuprinde mai mulți indivizi și cu cât nivelul de școlarizare al acestora este mai înalt, cu atât varietatea standard este însușită de mai mulți și mai bine, câștigând mai mult teren. Alți factori cu același efect sunt industrializarea și urbanizarea, care duc la mișcări de populație și la amestecuri de populație din regiuni diferite, precum și impactul mass-mediei asupra întregii societăți. Vorbitorii de dialect fie practică diglosia, adaptând varietățile de limbă pe care le posedă la situațiile de comunicare în care se află, fie își abandonează dialectul. Pierderea de teren a dialectelor este favorizată și de lipsa de prestigiu de care au parte față de prestigiul de care se bucură varietatea standard, devalorizare care trece și în conștiința cel puțin a unei părți din vorbitorii de dialecte.
Totuși, la rândul lor, dialectele influențează varietăți de limbă de alte tipuri. Unele fapte de limbă trec din dialecte în varietatea standard. Cazul cel mai frecvent este cel al împrumuturilor între limbi învecinate, care trec mai întâi într-un dialect sau în dialecte ale limbii primitoare, apoi în varietatea standard a acesteia. Astfel sunt cuvintele și sufixele lexicale românești de origine maghiară, precum belșug, a cheltui, a făgădui, gazdă, -șag (ex. în furtișag), -eș (ex. în trupeș), de origine săsească (a căptuși, roabă) sau șvăbească (chiflă, șnur). Este și cazul cuvintelor maghiare împrumutate din română: áfonya < „afină”, ficsúr (cu sensul de „tânăr spilcuit”) < „fecior”, furulya < „fluier” (instrumentul muzical), málé „(prăjitură de) mălai; nătăfleț” < „mălai”, mokány (cu sensul „înfipt, încăpățânat”) < „mocan”, pakura < „păcură”, palacsinta (cu sensul de „clătită”) < „plăcintă”, tokány < „tocană”. Construcția de tipul el kell menjek „trebuie să plec”, tot din română, mai întâi transilvanism în maghiară, a fost un timp considerată incorectă de cei ce se ocupau de cultivarea limbii, dar în prezent este acceptată.
Mai pregnantă este pătrunderea de regionalisme cu funcție stilistică în limba literaturii artistice, atunci când scriitorii doresc să dea culoare locală operelor a căror acțiune se petrece în mediul rural dintr-o anumită regiune, sau să obțină un efect de stil arhaizant. Sunt notorii moldovenismele din opera lui Ion Creangă sau transilvanismele scriitorilor maghiari din România, precum Sütő András. În literatura franceză sunt caracteristice regionalismele unor scriitori mai ales din afara Franței europene, precum Antonine Maillet din Canada sau Simone Schwartz-Bart din Guadelupa.
O formă intermediară orală între dialecte și varietatea standard este cea numită „interdialect” în lingvistica românească sau „limbă comună regională” în lingvistica maghiară. Într-o primă etapă a nivelării diferențelor, dialectul capătă o coloratură standard, caracterizată prin preponderența trăsăturilor dialectale, apoi varietatea standard vorbită în regiunea respectivă capătă o coloratură dialectală, caracterizată prin preponderența trăsăturilor standard. Astfel, chiar și intelectualul din orașele de provincie vorbește în mod conștient varietatea standard cu unele trăsături fonetice din dialectul regiunii respective, interdialectul având pentru el același prestigiu ca varietatea standard generală. Același fenomen se întâlnește și în sudul Franței, unde este generală pronunțarea vocalei [ə], scrisă e, inclusiv în pozițiile în care nu este recomandată de standard.